# 拉夫斯科納 (伊利諾伊州)
拉夫斯科納（英語：Loves Corner）是位於美國伊利諾伊州哈丁縣的一個非建制地區。該地的面積和人口皆未知。

## 地理
拉夫斯科納的座標為37°29′44″N 88°10′14″W / 37.49556°N 88.17056°W，而該地的平均海拔高度為143米（即469英尺）。